# Joseph von Sonnenfels
Joseph Freiherr von Sonnenfels (1732 – 25 aprilie 1817) a fost un jurist și scriitor austriac și german. A fost printre liderii mișcării Illuminati din Austria și un prieten apropiat și unul dintre susținătorii lui Mozart. Este, de asemenea, cel căruia Ludwig van Beethoven i-a dedicat Sonata pentru Pian Nr. 15, Op. 28, care a fost publicată în 1801.

## Viața
S-a născut în Nikolsburg/Mikulov, Moravia, fiul lui Perlin Lipmann (1705 - 1768), rabinul șef din Brandenburg. Perlin Lipmann și copiii lui s-au convertit la Catolicism undeva între 1735 - 1741. Joseph, care a fost botezat în tinerețe, și-a primit educația primară la gimnaziul din orașul său natal Mikulov, și apoi a studiat filosofia la Universitatea din Viena. În 1749, s-a alăturat regimentului "Deutschmeister" ca soldat, avansând până la gradul de caporal. La eliberare, în 1754, a urmat un curs în drept la Universitatea din Viena și s-a stabilit ca avocat în capitala Austriei. Din 1761 până în 1763, a oficiat în calitate de secretar al "Arcierengardei" din Austria. În 1763, a fost numit profesor de științe politice la Universitatea din Viena, de două ori fiind ales rector magnificus. În 1779, a primit titlul de "Wirklicher Hofrath", și a fost ales în 1810 președinte al Academiei de Științe, o poziție pe care a deținut-o până la moartea sa la Viena.
Din 1765 până în 1767 și din 1769 la 1775 Sonnenfels a fost redactor al revistei "Der Mann ohne Vorurtheil", revistă în care a apărat tendințele liberale din literatură. A îmbunătățit scena vieneză prin opera sa critică Briefe über die Wienerische Schaubühne, în care l-a atacat pe arlechinul teatrului, provocând eliminarea din personalul de scenă a acestuia.
A avut un rol esențial în abolirea torturii în Austria (1776). Atitudinea lui Sonnenfels față de Lessing l-a plasat pe acesta într-o lumină nefavorabilă, întâmplându-se astfel din cauza intrigilor lui prin  care Lessing nu a fost chemat la Viena. Sonnenfels a fost sever condamnat pentru acțiunile sale în această afacere.

## Opere literare
Printre multele lucrări ale lui Sonnenfels pot fi menționate:
- "Specimen Juris Germanici de Remediis Juris, Juri Romano Incognitis," Viena, 1757;
- "Ankündigung einer Teutschen Gesellschaft in Wien," ib. 1761;
- "Betrachtungen über die Neuen Politischen Handlungsgrundsätze der Engländer," ib. 1764;
- "Grundsätze der Polizei Handlung und Finanzwissenschaft," ib. 1765-67 (8 ed. 1819);
- "Briefe über die Wienerische Schaubühne," ib. 1768 (reeditat de Sauer, ib. 1884);
- "Von der Verwandlung der Domänen în Bauerngüter," ib. 1773;
- "Uber die Abschaffung der oana tortur," Zurich, 1775 (2d ed. Nuremberg, 1782);
- "Abhandlung über die Aufhebung der Wuchergesetze," Viena, 1791;
- "Handbuch der Innern Staatsverwaltung," ib. 1798
- "Uber die Stimmenmehrheit bei Criminalurtheilen," Viena, 1801 (2d ed. 1808)

Gesammelte Werke a apărut în 10 volume (Viena, 1783-87) și conținea mai mult lucrările beletristice, poezii și drame.